# Alberto Estima de Oliveira
Alberto Estima de Oliveira ( Lisboa, 1 de julio de 1934 — 1 de mayo de 2008) fue un poeta portugués. Aunque nació en Lisboa, se trasladó a Benguela, Angola en 1957, y posteriormente a Guinea Bissau. Vivió en Macao de 1982 a 2004. Recibió el Gran Premio Internacional de Poesia del Festival Internacional de Noches Poéticas de Curtea de Argeș, en Rumanía en 1999.

## Obras seleccionadas
- Vector II
- Vector III
- Kuzuela III – 1.ª Antologia de Poesia Africana de Espressão Portuguesa
- Tempo de Angústia (Angola, 1972)
- Infraestructuras (Macao, 1987)
- Diálogo do Silêncio (Macao, 1988)
- Rosto (Macao, 1990)
- Corpo (Con)Sentido (Macao, 1993)
- Esqueleto do Tempo (Macao, 1995)
- O Sentir (Macao, 1996)
- Infraestruturas (Kei Tcho) (Macao, 1999) (bilingüe Portugués, Chino)
- MESOPOTAMIA – espaço que criei (Lisboa, 2003)